# Marcel Cerdan
Marcel Cerdan –nascut amb el nom de Marcellin Cerdan iconegut també com El Bombarder de Marroc– (Sidi Bel Abbès, Algèria, 22 de juliol de 1916 - illa de São Miguel, Açores, 28 d'octubre de 1949) fou un boxejador francès.

## Joventut
El 1922 la seva família s'instal·la a Casablanca (Marroc) i el jove Marcel comença a boxejar als 8 anys. Als 18 realitza el seu primer combat professional a Meknes. Debuta a París a la Salle Wagram. Als anys 1940 es guanyà el sobrenom de «El Bombarder de Marroc». Després d'haver guanyat els títols francès i europeu, guanyà el campionat del món dels pesos mitjans en vèncer en Tony Zale (conegut com a "El Rei del knock-out") el 21 de setembre de 1948, en un combat aturat per part de l'àrbitre en el dotzè assalt. Fou derrotat per Jake LaMotta a Detroit, el 16 de juny de 1949. La revenja es programà pel 2 de desembre de 1949 al Madison Square Garden de Nova York.

## Vida familiar
El 27 de gener de 1943 es va casar amb Marinette López, amb qui tingué en tres fills: Marcel Jr. (4 de desembre de 1943), René (1 d'abril de 1945) i Paul (1 d'octubre de 1949 - 6 d'abril de 2013), qui des dels anys 80 i fins a la seva mort va regentar un bar-restaurant a peu de platja a Platja d'Aro. En els seus anys de més fama mantingué una relació amorosa amb la cantant Édith Piaf.
El 27 d'octubre de 1949 va embarcar en un Lockheed Constellation F-BAZN, que realitzava la ruta París-Nova York, per retrobar-se amb Édith Piaf i preparar la revenja contra Jake LaMotta. L'avió es va estavellar la nit del 27 al 28, sobre el Pico de Vara, una muntanya de l'illa de São Miguel, a l'arxipèlag de les Açores. No va quedar cap supervivent dels 48 passatgers de l'avió. A part de Cerdan, es lamentà la pèrdua de la violinista Ginette Neveu i del pintor Bernard Boutet de Monvel. Les restes de Marcel Cerdan foren inhumades al Marroc i traslladades, el 1995, a Perpinyà.